# Evander (labdarúgó)
Evander (Rio de Janeiro, 1998. június 9. –) brazil korosztályos válogatott labdarúgó, az amerikai Cincinnati középpályása.

## Pályafutása

### Klubcsapatokban
Evander a brazíliai Rio de Janeiro városában született. Az ifjúsági pályafutását a Vasco da Gama akadémiájánál kezdte.
2016-ban mutatkozott be a Vasco da Gama felnőtt keretében. A 2018–19-es szezonban a dán első osztályban szereplő Midtjylland csapatát erősítette kölcsönben. 2019-ben a dán klubhoz igazolt. Először a 2019. július 12-ei, Esbjerg ellen 1–0-ra megnyert mérkőzésen lépett pályára. Első gólját 2019. július 21-én, a Nordsjælland ellen hazai pályán 2–1-es győzelemmel zárult találkozón szerezte meg. 2022. december 5-én szerződést kötött az észak-amerikai első osztályban érdekelt Portland Timbers együttesével. 2025. február 17-én a Cincinnati szerződtette.

### A válogatottban
Evander az U15-ös és az U17-es korosztályú válogatottakban is képviselte Brazíliát.

## Statisztikák
2024. augusztus 10. szerint
| Klub             | Szezon   | Osztály          | Bajnokság | Bajnokság | Kupa  | Kupa | Nemzetközi | Nemzetközi | Összesen | Összesen |
| Klub             | Szezon   | Osztály          | Meccs     | Gól       | Meccs | Gól  | Meccs      | Gól        | Meccs    | Gól      |
| ---------------- | -------- | ---------------- | --------- | --------- | ----- | ---- | ---------- | ---------- | -------- | -------- |
| Midtjylland      | 2018–19  | Danish Superliga | 26        | 9         | 4     | 1    | —          | —          | 30       | 10       |
| Midtjylland      | 2019–20  | Danish Superliga | 30        | 8         | 1     | 0    | 2          | 1          | 33       | 9        |
| Midtjylland      | 2020–21  | Danish Superliga | 28        | 6         | 4     | 1    | 7          | 0          | 39       | 7        |
| Midtjylland      | 2021–22  | Danish Superliga | 29        | 12        | 5     | 2    | 12         | 3          | 46       | 17       |
| Midtjylland      | 2022–23  | Danish Superliga | 10        | 4         | 1     | 2    | 8          | 1          | 19       | 7        |
| Portland Timbers | 2023     | MLS              | 27        | 9         | 0     | 0    | 2          | 2          | 29       | 11       |
| Portland Timbers | 2024     | MLS              | 20        | 11        | 0     | 0    | 3          | 0          | 23       | 11       |
| Összesen         | Összesen | Összesen         | 170       | 59        | 15    | 6    | 34         | 7          | 219      | 72       |

## Sikerei, díjai
Midtjylland
- Danish Superliga
  - Bajnok (1): 2019–20

- Dán Kupa
  - Győztes (1): 2018–19, 2021–22

Egyéni
- MLS All-Stars: 2024